# Madeira (Ohio)
Pour les articles homonymes, voir Madeira (homonymie).
Madeira est une ville américaine située dans le comté de Hamilton, dans l'Ohio. Selon le recensement de 2010, sa population est de 8 726 habitants.